# 多网眼毛蕨
多网眼毛蕨（学名：Cyclosorus mollissimus）为金星蕨科毛蕨属下的一个种。